# Rhys Gryg

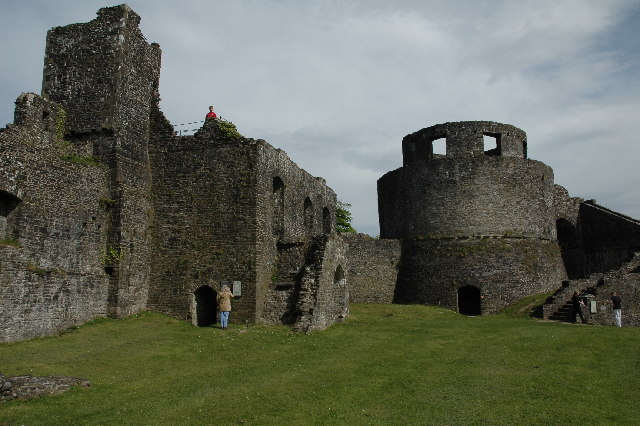
Der vermutlich unter Rhys Gryg erbaute Keep von Dinefwr Castle

Rhys Gryg (walisisch Rhys der Heisere), eigentlich Rhys ap Rhys, auch Rhys Fychan genannt († 1234), war ein walisischer Lord von Deheubarth aus der Dinefwr-Dynastie. Er war einer der treibenden Figuren im Bruderkrieg um das Erbe seines Vaters Lord Rhys, der zum Ende des Reiches von Deheubarth führte.

## Herkunft und Jugend
Er war der vierte Sohn Rhys ap Gruffydd, dem Lord Rhys und dessen Frau Gwenllian, Tochter von Madog ap Maredudd von Powys. 1195 rebellierte er zusammen mit seinem Bruder Maredudd gegen seinen Vater und bemächtigte sich Dinefwr und Llandovery Castle. Die beiden Brüder wurden jedoch von ihrem Vater besiegt und in Ystrad Meurig Castle eingekerkert.

## Leben
Rhys Gryg wird erst 1204 wieder erwähnt, als er nach dem Tod seines Vaters und seines Bruders Gruffydd dessen Söhne Rhys Ieuanc und Owain gegen seinen Bruder Maelgwn unterstützte und sie aus Ystrad Tywi vertrieb. Als Belohnung erhielt er das Cantref Mawr. Im September 1211 eroberte er jedoch mit Hilfe englischer Truppen Llandovery Castle von Rhys Ieuanc und Owain, die Llywelyn ab Iorwerth von Gwynedd unterstützten. Anschließend eroberte er zusammen mit seinem Bruder Maelgwn und Falkes de Bréauté, einem Söldnerführer im Dienst König Johanns Ceredigion, wo sich seine Neffen ergeben müssen. Als der König jedoch zur Sicherung seiner Macht zahlreiche neue Burgen bauen ließ, wechselten Rhys Gryg und Maelgwn auf die Seite von Llywelyn ab Iorwerth und belagerten, eroberten und zerstörten die neue Burg von Aberystwyth. 1212 griff Rhys Gryg die Stadt Swansea an und zerstörte sie. Im Januar 1213 wurde er jedoch von Falkes de Bréauté bei Llandeilo geschlagen und musste nach Ceredigion zu Maelgwn flüchten. Dort wurde er gegen Ende des Jahres von englischen Truppen ergriffen und in Carmarthen Castle eingekerkert. Als im Frühjahr 1215 Llywelyn erfolgreich gegen die Engländer vorging, wurde Rhys Gryg in der Hoffnung freigelassen, dass er gegen den Fürsten von Gwynedd vorgeht. Er erkannte jedoch nun dessen Oberhoheit an und eroberte und zerstörte in seinem Auftrag Kidwelly Castle. Im Abkommen von Aberdyfi, dass die Familienfehden der Dinefwr-Dynastie beendete, erhielt er die Herrschaft über den größeren Teil von Cantref Mawr und Cantref Bychan. 1217 übergab ihm Llywelyn die Herrschaft über Gower, nachdem sein Schwiegersohn Reginald de Braose im Juli 1217 treubrüchig geworden war und einen Ausgleich mit dem englischen König geschlossen hatte. Rhys Gryg zerstörte alle englischen Burgen in Gower wie Swansea, Oystermouth und Penrice Castle und vertrieb die englischen Siedler. Kurz darauf schloss Llywelyn Frieden mit den Engländern. Llywelyn übertrug die Herrschaft über Gower an John de Braose einen weiteren seiner Schwiegersöhne, doch musste er 1220 Rhys Gryg mit Gewalt nötigen, die Herrschaft über Gower abzugeben.
In den folgenden Jahren verhielt sich Rhys Gryg leidlich loyal gegenüber Llywelyn. Er baute seine Burg Dinefwr aus und errichtete 8 km westlich Dryslwyn Castle, vermutlich um seinen beiden Söhnen je eine Burg vermachen zu können. Beim erneuten Ausbruch der Kämpfe mit dem englischen König unterstützte er 1231 seinen Neffen Maelgwn Fychan, Sohn von Maelgwn ap Rhys, bei der Belagerung und Eroberung von Cardigan Castle. Während der Rebellion von Richard Marshal, 3. Earl of Pembroke gegen den König gehörte er zu den walisischen Fürsten, die Marshal 1234 bei der mehrmonatigen, doch vergeblichen Belagerung von Carmarthen Castle unterstützten. Bei den Kämpfen um die Burg wurde Rhys Gryg tödlich verwundet, er starb in Llandeilo-fawr. Er wurde in der Kathedrale von St Davids begraben. 
Rhys Gryg war ein unberechenbarer Mann, der gegen seinen Vater rebellierte, seine Brüder gegeneinander und selbst König Johann gegen Llywelyn ab Iorwerth ausspielte. Er war unzweifelhaft persönlich tapfer, doch seine Herrschaft war unbeständig und wechselhaft. Außer seinen militärischen Aktionen ist wenig über sein Leben bekannt, dazu gehört die Förderung des Arztes Rhiwallon Feddyg im bei Llandovery gelegenen Dorf Myddfai. Rhiwallon begründete eine Dynastie von Medizinern, die erst 1739 mit dem Arzt John Jones ausstarb. Von Rhiwallon Feddyg sollen Teile des Roten Buchs von Hergest stammen.

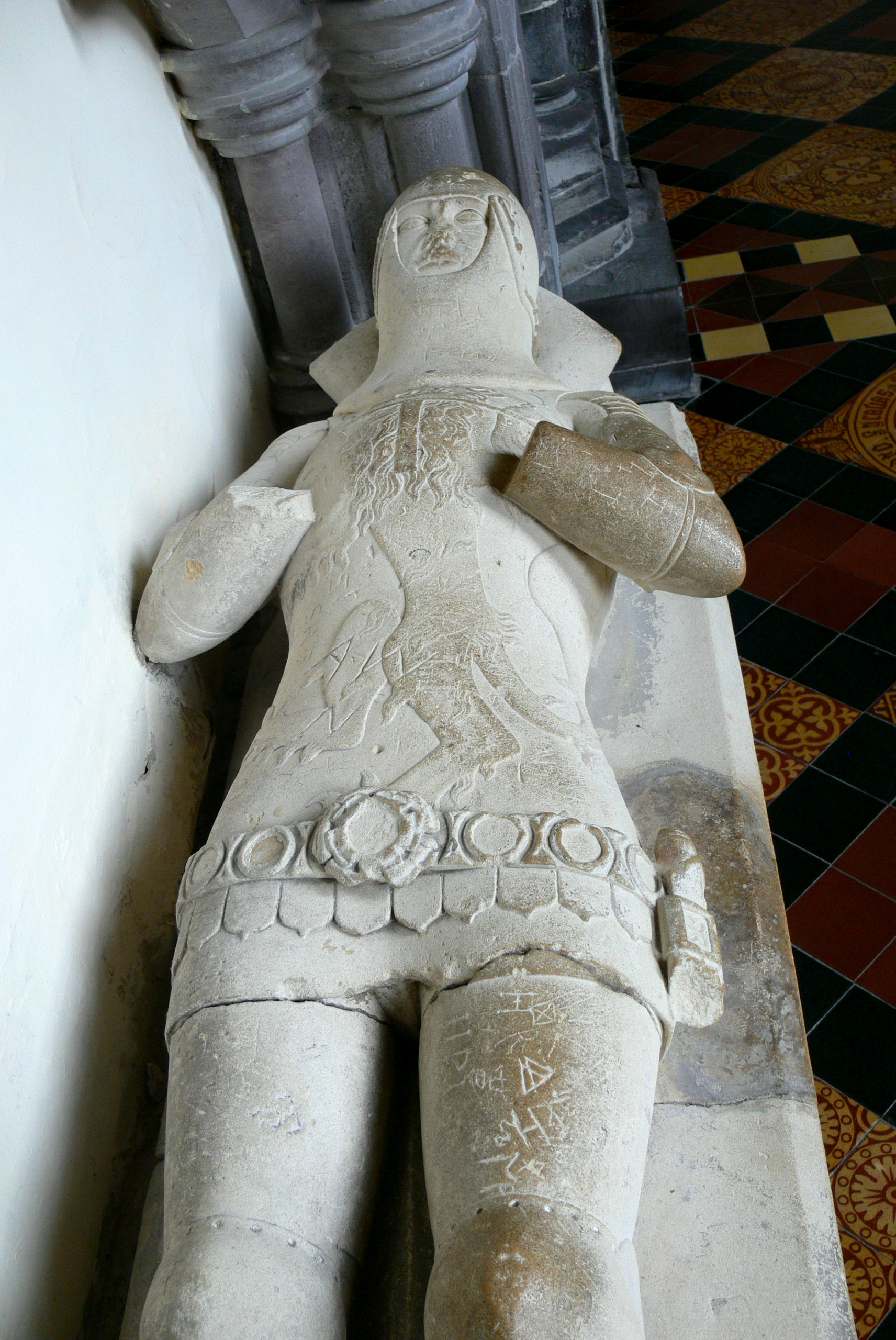
Grabdenkmal für Rhys Gryg in der Kathedrale von St Davids

## Familie und Nachkommen
Er heiratete 1219 Maud de Clare, eine Tochter von Richard de Clare, 3. Earl of Hertford, die Witwe des 1210 im Kerker von König Johann gestorbenen William de Braose.
Er hatte zwei Söhne, die seine Ländereien unter sich aufteilten:
1. Rhys Mechyll ap Rhys Gryg, Lord von Dinefwr, † 1244 ⚭ Mathilda de Braose, Tochter von Reginald de Braose
2. Maredudd ap Rhys Gryg, Lord von Dryslwyn, † 1271